# 일송무역
일송무역(日宋貿易, にっそうぼうえき）은 일본(日本)과 중국 송(宋) 사이에 행해진 무역에 대한 일본측 역사 용어이다. 10세기에서 13세기, 헤이안시대(平安時代) 중기부터 가마쿠라시대(鎌倉時代) 중기까지 이뤄졌다.
894년, 일본이 당(唐)으로 파견한 견당사(遣唐使)가 폐지된 이후 등장한 중일간 교섭과 무역 형태이다.

## 개요
견당사(遣唐使) 폐지 이후 후지와라씨(藤原氏)와 오대십국(五代十國)의 오월(呉越) 사이에 외교가 이어진다. 오월이 북송(北宋)에 흡수되고 중국이 통일된 이후, 일본과 북송 사이에 사무역이 계속되었다. 남송(南宋) 수립 후에는 헤이시 정권(平氏政権)이 무역을 담당하였고, 가마쿠라시대(鎌倉時代)에도 민간 수준의 교류가 있었지만, 송과 일본 간에 공적 국교가 결성된 적은 없었다. 교역에 의해 일본에는 송전(宋錢)이 유입되었고, 화폐 경제 발전에 이르렀다.
무역은 고려(高麗)를 포함한 삼국간에 이뤄졌다. 일본에서는 에치젠(越前) 쓰루가(敦賀)나 치쿠젠(筑前) 하카타(博多)가 거점이 되었다. 하카타에는 가마쿠라시대에 많은 송나라 사람들이 거주하여 국제 도시가 되었다.

## 역사

### 헤이안시대
960년 북송이 수립되면서, 무역을 진흥하려는 목적으로 각지에 시박사(市舶司)가 설치되어 고려나 일본과의 무역 혹은 동남아 방향의 남해무역(南海貿易)이 이뤄졌다. 일본은 894년 견당사 폐지 이후 다자이후(大宰府) 통제 하에서 일당무역(日唐貿易)이나 고로칸무역(鴻臚館貿易)이 이뤄졌다. 1019년, 도이의 입구(刀伊の入寇) 즈음부터 다자이후의 권력이 쇠퇴하기 시작하였다. 송-일본간 정식 외교 무역은 이뤄지지 않았고, 일반인의 도항은 표면적으로는 금지되었지만 송의 상인들은 하카타, 쓰루가, 사츠마(薩摩) 보즈(坊津) 등지로 내항하여 사무역을 활발히 수행하였다.
『송사(宋史)』 권49 「외국전(外國傳)·일본국(日本國)」에는 다음과 같이 쓰여 있다.
"천성4년 12월 명주(明州)가 말하길, 일본국 대재부(다자이후)에서 사람을 보내어 방물을 납공하였으나 본국의 표문(表文)은 가져오지 않았다. 이들에게 조서를 내렸다. 이후에도 조공을 통하지 않았으나 남고(南賈, 남방 상인) 중에 물자를 싣고 중국에 온 자가 더러 있었다(天聖四年十二月, 明州言, 日本國大宰府遣人貢方物, 而不持本國表. 詔之. 其後亦未通朝貢, 南賈時有傳其物貨至中國者.)."
1126년 정강의 변이 발생하고 남송이 건립되면서 일송무역에도 영향을 주었다. 화중(華中)과 화남(華南)의 경제적 발전에 더하여 금(金)의 지배 하에 들어간 화북(華北)과 중원(中原)에서 도주한 사람들의 유입에 따라, 남송 지배 구역의 급격한 인구증가가 발생, 산림 채벌에 따라 삼림 자원의 고갈이나 역병의 다발 등의 현상이 발생하였다. 전자는 남송에 관한 사원 조영이나 조선, 관 제작을 위한 목재를 일본 스오(周防) 등지에서 목재를 대량 수입해 조달하게 되었고, 아육왕사(阿育王寺) 사리전(舎利殿) 조영에는 도다이지(東大寺) 재건으로 알려진 주겐(重源)이, 덴도지(天童寺) 천불각(千仏閣) 재건에는 임제종(臨済宗)을 일본에 전한 메이안 에사이(明菴栄西)가 목재를 제공하였다. 후자의 경우, 남송에는 한의학의 발전을 재촉, 요시다 겐고(吉田兼好)가 『쓰레즈레구사(徒然草)』（120단） 중에 '당(唐, 여기서는 '중국'이라는 의미)의 물건은 약 이외에, 없어도 부족해서는 안된다(唐の物は、薬の外に、なくとも事欠くまじ)'라고 서술하고 있는 것은, 바꿔 말하면 일송무역 없이는 일본 국내 의료업이 성립될 수 없다는 것을 보여주고 있다.
주요 교역품은 일본의 목재, 사금, 유황, 칼, 쥘부채(扇) 등, 나전(螺鈿)이나 마키에(蒔絵) 등 세공품이었고, 송의 의약품, 서적(특히 불경), 도자기, 견직물, 향료, 동전 등이다.

### 헤이시정권과 일송무역
에치젠노가미(越前守) 다이라노 다다모리(平忠盛)는 일송무역에 주목하여, 후원령(後院領)인 히젠(肥前) 가미사키조(神崎荘)를 지행(知行, 무사에게 지급된 봉토 혹은 그런 행위)하여 독자적으로 교역을 수행하였고, 외래물품을 원(院)에 진정하여 근신(近臣)으로 인정되었다. 헤이시정권(平氏政権)이 수립되자, 헤이시는 세력기반인 이세(伊勢) 산출 수은(水銀) 등을 무역 수출품으로 거래했다.
헤이지의 난(平治の乱) 직전인 1158년, 다이라노 기요모리(平清盛)는 다자이 다이니(大宰大弐)에 취임하였지만 실제 부임하지는 않았다. 1166년 동생 다이라노 요리모리(平頼盛)가 관례를 깨고 다자이후에 부임하였고, 다자이후・하카타와 일송무역을 본격적으로 장악하였다. 무역은 헤이시정권의 기반이 되었고 헤이시의 영화는 정점의 극에 달하였다. 일본 최초로 인공항을 하카타에 짓고 무역을 본격화하여, 지샤세력(寺社勢力)을 베재하여 세토내해(瀬戸内海) 항로를 장악, 항로 정비나 입항 관리를 수행하였으며, 송의 배에 의한 이쓰쿠시마(厳島) 참배가 이뤄졌다.
1173년, 셋쓰(摂津) 후쿠하라(福原) 외항에 오와다노토마리(大輪田泊, 현재 고베항 일부)를 확장하였고, 하카타를 지나치게 하였으며, 후쿠하라 오와다노토마리까지 교역선이 직접 들어왔다.
송과의 '공식' 무역을 위해, 송 명주(明州, 현재 저장성 닝보시 일대) 지주(知州)가 작성한 방서(方書)와 첩서(牒書)가 고시라카와법황(後白河法皇)과 기요모리 앞으로 보내졌다. 후지와라노 나가노리(藤原永範)가 답장을 하였고, 고시라카와법황과 기요모리가 물건을 보내었다.」『송사』에는 "건도9년, 처음으로 명주(明州) 강수(綱首)에게 방물을 탑재시켜 입공하였다(乾道九年, 始附明州綱首以方物, 入貢)"고 기록되어 있다. 이 때 기요모리는 출가한 상태였고, 불문제자로서 송의 지방장관과 공식적인 교역을 수행하였지만, 송 황제와 일본 천황 간 정식 국교나 조공무역은 아니었다라는 고육책이었으나, 양국의 방침에 따른 것이었다. 그렇다 해도 공식적인 진흥책에 의해 무역이 활성화된 것과 함께 고래의 도항제(渡海制)・연기제(年紀制) 등의 율령제(律令制) 이래 국가에 의한 무역 통제가 형해화되어 가게 되었다. 이에 따라 가마쿠라시대에 이르기까지 다자이후겐몬(大宰府権門)은 직접적인 교역의 실익을 잃어 몰락해 갔고 명예직으로서 다자이곤노소치(大宰権帥)로서 권위를 유지하거나, 유력 구니우도(国人, 교토에 참근하지 않고 영지에서 계속 거주하던 슈고다이묘)가 곤노소치(権帥)나 다이니(大弐)에 취임하는 형태로 변해갔다.
또한 한편 송전(宋錢)의 대량유입으로 화폐경제가 발달하고 물가가 심하게 변동하면서, 당 멸망 이래 외국에 의한 경제적 혼란, 사회불안 등의 한 원인이 되었다.
1199년 음7월, 고려와 일본 상인에 대하여 동전 교역이 금지되었다.

### 가마쿠라시대
헤이시정권이 멸말한 후 가마쿠라시대(鎌倉時代)에는 송과 일본 사이에 정식 국교가 없었지만, 가마쿠라막부(鎌倉幕府)는 민간무역을 인정, 친사이부교(鎮西奉行)가 하카타를 통치하여 막부로부터 오와케가라부네(御分唐船)를 파견하게 되었다. 무역은 남송 말기까지 행해지고 무사층이 신앙으로 삼은 선종(禅宗)은 호조(北条) 득종가(得宗家)도 보호하였기 때문에, 민간 도래승(渡来僧)은 무역선에 편승하여 일본에 왔고, 몽골에 의한 남송공격이 본격화된 후에도 게속되었다.
남송과의 경제교류는 '몽고습래(蒙古襲来)' 혹은 '원구(元寇)', 즉 여몽연합군의 일본 원정에도 영향을 주었다. 남송의 멸망 후에도 이어져 원과의 일원무역(日元貿易)이 이뤄졌으나, 일송무역과 비교하여 사료도 부족한 등, 중국 상인의 일본 거주가 어렵게 되었다고 보인다.
1401년, 일명무역(日明貿易)이 본격적으로 재개하기까지 사무역이 중심이 되었고, 공식 교류는 남조(南朝) 쪽의 사네요시친왕(懐良親王)이 조공을 하여, '일본국왕(日本國王)'으로 책봉되었다는 기록이 있다.

### 외교사와의 관계
894년 견당사 폐지, 926년 발해(渤海) 멸망으로 인한 견발해사(遣渤海使) 폐지 이후, 일본과 주변 국가와의 국교는 공식적으로 단절되었다. 인적 왕래는 공식적으로 승려 이외에는 왕래가 금지되었다. 그러나 다자이후로의 무역 통제 권한 이관을 포함, 민간 해상으로 대다수 위임되어, 중앙 조정의 교역에 대한 통제는 크게 느슨해졌던 걸로 보인다. 또한 일송무역은 물론 여일무역(麗日貿易)의 활성화도 이뤄져, 류큐(琉球)의 남도교역(南島交易)도 활성화되었고, 아마미(奄美)와 오키나와(沖縄) 제도의 사회에 질적 변화를 가져다 주었던 것으로 보인다. 류큐 역사에서는 이를 '구스쿠시대(グスク時代)'의 도래라고 한다.
주변 국가와의 정식적 공식 국교가 재개된 것은 1401년 일명무역이 재개된 이후이다.

## 수입품과 수출품
일본에는 송전, 도자기, 견직물, 서적, 문구, 약품, 회화 등 미술품, 향료, 서적 등이 수입되었다. 일본으로부터는 구리, 금은, 스오 등 서국(西國) 일대 목재, 일본도 등 공예품, 유황 등이 수출되었다. 일본에 수입된 송전은 일본 사회에 관한 화폐 이용의 진전에 도움이 되었고, 불교경전 수입은 가마쿠라불교(鎌倉仏教)에도 영향을 주었다.
당시 선박은 전복되기 쉬웠다. 때문에 송에서 일본으로 올 때에 선저에는 무게추의 일종으로 송전을 잔뜩 깔았다. 선저에 깔린 송전을 본 일본인들은 화폐 개념이나 편리성을 재확인했다. 그리고 송전은 수입되었고 일본ㅇ에서 유통되기에 이르렀다.

## 참고문헌
- 「しまぬゆ 1 ―1609年、奄美・琉球侵略」（2007）義富弘著、「しまぬゆ」刊行委員会編、南方新社、ISBN 4861241081

## 관련문헌
- 森公章 (2014년 may월). “朱仁聰と周文裔・周良史 : 来日宋商人の様態と藤原道長の対外政策” (PDF). 《東洋大学文学部紀要. 史学科篇》 (東洋大学) (40): 1–69. ISSN 0385-9495. NAID AN00170609. 2020년 8월 8일에 확인함. 다음 글자 무시됨: ‘和書’ (도움말);

## 같이 보기
콜롬비아